# Trochospongilla lanzamirandai
Trochospongilla lanzamirandai är en svampdjursart som beskrevs av Bonetto och Ezcurra de Drago 1964. Trochospongilla lanzamirandai ingår i släktet Trochospongilla och familjen Spongillidae. Inga underarter finns listade i Catalogue of Life.